# Tour de Langkawi 2006
Die 11. Tour de Langkawi fand vom 3. bis zum 12. Februar 2006 statt. Das Radrennen wurde in zehn Etappen über eine Distanz von 1.161,4 Kilometern ausgetragen.

## Teams
Von 119 gestarteten Fahrern schafften es 102 ins Ziel nach Kuala Lumpur. Jedes Team durfte höchstens sechs Fahrer starten lassen.
| - Südafrika - Malaysia - Crédit Agricole - Casino Filipino - Relax-Gam - Yawadoo Colba-Abm - Team L.P.R. - Équipe Asia - Wismilak - Giant Asia Racing Team | - Selle Italia-Diquigiovanni - Bouygues Télécom - Ceramica Panaria-Navigare - Navigators Insurance - Recyling.Co.Uk - Großbritannien - Landbouwkrediet-Colnago - Ag2r Prévoyance - Wiesenhof-Akud - Japan |

## Preisgeld
- Gesamtsieg – 5.630 €
- Sprintwertung – 1.690 €
- King of Mountain – 1.690 €
- Bestes Team – 1.690 €
- Asiatischer Fahrer – 1.690 €
- Asiatisches Team – 1.690 €
- Etappensieg – 1.350 €

## Etappen
| Etappe     | Tag         | Start – Ziel                  | km         | Etappensieger       | Führender           |
| ---------- | ----------- | ----------------------------- | ---------- | ------------------- | ------------------- |
| 1. Etappe  | 3. Februar  | Kuala Lumpur Tower – Rawang   | 81         | Maximiliano Richeze | Maximiliano Richeze |
| 2. Etappe  | 4. Februar  | Tanjung Malim – Sitiawan      | 164,7      | Ruben Bongiorno     | Maximiliano Richeze |
| 3. Etappe  | 5. Februar  | Lumut – Cameron Highlands     | 150,6      | Saul Raisin         | David George        |
| 4. Etappe  | 6. Februar  | Tapah – Kuala Selangor        | 142,2      | José Serpa          | David George        |
| 5. Etappe  | 7. Februar  | Menara TM – Genting Highlands | 99,7       | José Serpa          | David George        |
| 6. Etappe  | 8. Februar  | Shah Alam – Tampin            | 178,7      | Laurent Mangel      | David George        |
| 7. Etappe  | 9. Februar  | Muar – Kota Tinggi            | 188,2      | Elio Aggiano        | David George        |
| 8. Etappe  | 10. Februar | Yong Peng – Segamat           | 72,7       | Sébastien Hinault   | David George        |
| 9. Etappe  | 11. Februar | Melaka – Melaka               | 16,2 (EZF) | Serhij Matwjejew    | David George        |
| 10. Etappe | 12. Februar | Kuala Lumpur – Kuala Lumpur   | 56         | Ángel Vallejo       | David George        |

Die letzte Etappe wurde neutralisiert. Der Spanier Angel Vallejo Dominguez wurde zum Sieger erklärt.